# Рівносторонній многокутник

Рівносторонній трикутник, завжди є правильним трикутником

Рівносторонній чотирикутник (ромб)

Рівносторонній многокутник — многокутник, у якого всі сторони рівні. Наприклад, рівносторонній трикутник — це трикутник, у якого всі три сторони однакові; всі рівносторонні трикутники подібні і мають внутрішні кути 60 градусів. Рівносторонній чотирикутник — це ромб і квадрат, який є частковим випадком ромба.

## Властивості
Рівносторонній многокутник, який також і рівнокутний є правильним многокутником.
Рівносторонній многокутник, уписаний в коло (його вершини лежать на колі) є правильним многокутником (тобто многокутником, одночасно і рівностороннім, і рівнокутним).
Описаний многокутник (у якого існує коло, що дотикається всіх його сторін) є рівностороннім в тому і тільки в тому випадку, коли кути через один рівні (тобто, при послідовній нумерації кутів кути з номерами 1, 3, 5, … рівні і кути 2, 4, … рівні). Таким чином, якщо {\displaystyle n} — непарне, описаний многокутник є рівностороннім тоді й лише тоді, коли він правильний.
Всі рівносторонні чотирикутники опуклі рівносторонні п'ятикутники, як і опуклі рівносторонні многокутники з більшим числом сторін.
Кожна головна діагональ шестикутника ділить його на чотирикутники. В будь-якому опуклому рівносторонньому шестикутнику із спільною стороною {\displaystyle a} існує головна діагональ {\displaystyle d_{1}}, така що:
{\displaystyle {\frac {d_{1}}{a}}\leqslant 2},
і головна діагональ {\displaystyle d_{2}}, така, що:
{\displaystyle {\frac {d_{2}}{a}}>{\sqrt {3}}}.
Існує скінченна послідовність елементарних відбиттів, які переводять будь-який рівносторонній многокутник у правильний.

## Теорема Вівіані
Теорема Вівіані в частині сталості суми відстаней від довільної внутрішньої точки до кожної із сторін узагальнюється для рівносторонніх многокутників. Дійсно, якщо подати сторони многокутника у вигляді векторів {\displaystyle (a_{i},b_{i})}, при тому вибравши напрямки так, щоб кінець одного вектора був початком іншого, то сума цих векторів дорівнює нулю, а отже:
{\displaystyle \sum _{i=1}^{n}a_{i}=0}, {\displaystyle \sum _{i=1}^{n}b_{i}=0}.
Без применшення загальності можна вважати, що всі довжини векторів дорівнюють 1. Повернувши всі вектори на 90° в одному напрямку, отримаємо вектори {\displaystyle (-b_{i},a_{i})}, і всі вони будуть нормалями до сторін. Рівняння прямої, що проходить через сторону {\displaystyle i} буде задаватися рівнянням {\displaystyle -b_{i}x+a_{i}y+c_{i}=0}. Оскільки довжина вектора дорівнює одиниці, відстань до прямої від будь-якої точки {\displaystyle (x,y)} площини дорівнює {\displaystyle -b_{i}x+a_{i}y+c_{i}} (відстань може бути від'ємною — залежить від того, в якій півплощині лежить точка), а сума відстаней дорівнює {\displaystyle \sum _{i=1}^{n}(-b_{i}x+a_{i}y+c_{i})=-x\sum _{i=1}^{n}b_{i}+y\sum _{i=1}^{n}a_{i}+\sum _{i=1}^{n}c_{i}=\sum _{i=1}^{n}c_{i}}, тобто, не залежить від положення точки.

## Площа і периметр рівносторонніх многокутників
- Якщо {\displaystyle n} непарне, то правильний {\displaystyle n}-кутник одиничного діаметра дає найбільшу можливу площу і периметр[6].
- Правильний {\displaystyle n}-кутник є єдиним розв'язком задачі знаходження найбільшої площі фігури одиничного діаметра, якщо {\displaystyle n} непарне, але в задачі знаходження найбільшого периметра за непарного {\displaystyle n} розв'язок єдиний тільки для простих {\displaystyle n}.
- Якщо {\displaystyle n} парне і {\displaystyle n\geqslant 6}, то правильний {\displaystyle n}-кутник одиничного діаметра не дає ні найбільшої площі, ні найбільшого периметра.
- Якщо {\displaystyle n} має непарний дільник, то будь-який многокутник з найбільшим периметром є рівностороннім.